# بيلباسو
بيلباسو (بالإيطالية: Belpasso)‏ هي بلدة صغيرة تقع في كاتانيا في إيطاليا .